# Nikolai Antropow
Nikolai „Nik“ Alexandrowitsch Antropow (russisch Николай Александрович Антропов; * 18. Februar 1980 in Ust-Kamenogorsk, Kasachische SSR) ist ein ehemaliger kasachischer Eishockeyspieler mit kanadischem Pass, der zuletzt bei Barys Astana in der Kontinentalen Hockey-Liga unter Vertrag stand.

## Karriere

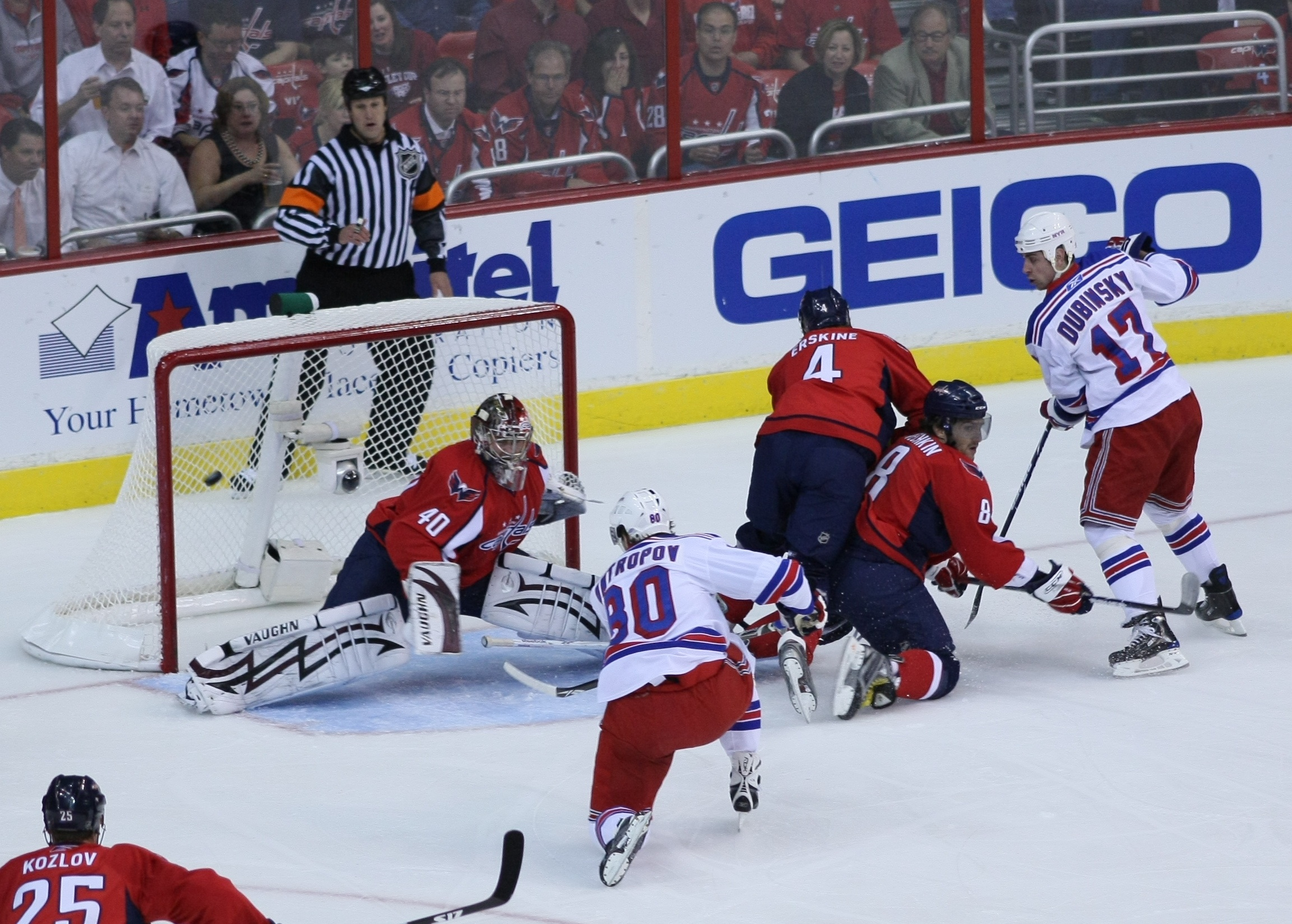
Antropow (Mitte) trifft gegen die Washington Capitals

Nikolai Antropow wurde während des NHL Entry Draft 1998 in der ersten Runde als insgesamt zehnter Spieler von den Toronto Maple Leafs ausgewählt. Im selben Jahr wurde er beim CHL Import Draft als insgesamt zweiter Spieler von Brampton Battalion, die jedoch wegen der Rechte der Maple Leafs nicht zum Zuge kamen, gezogen. Zunächst wechselte er jedoch für ein Jahr in der russischen Superliga zum HK Dynamo Moskau, nachdem er zuvor die Nachwuchsabteilung von Torpedo Ust-Kamenogorsk durchlaufen hatte. In seinen ersten beiden Spielzeiten in Nordamerika spielte Antropow sowohl für Toronto in der National Hockey League, als auch für deren damaliges Farmteam, die St. John’s Maple Leafs aus der American Hockey League, anschließend ausschließlich in der NHL.
Während des Lockout der NHL-Saison 2004/05 unterschrieb Antropow zunächst am 27. Oktober 2004 einen Vertrag bei Ak Bars Kasan aus der russischen Superliga, anschließend am 20. Dezember 2004 einen Vertrag beim Ligarivalen Lokomotive Jaroslawl.

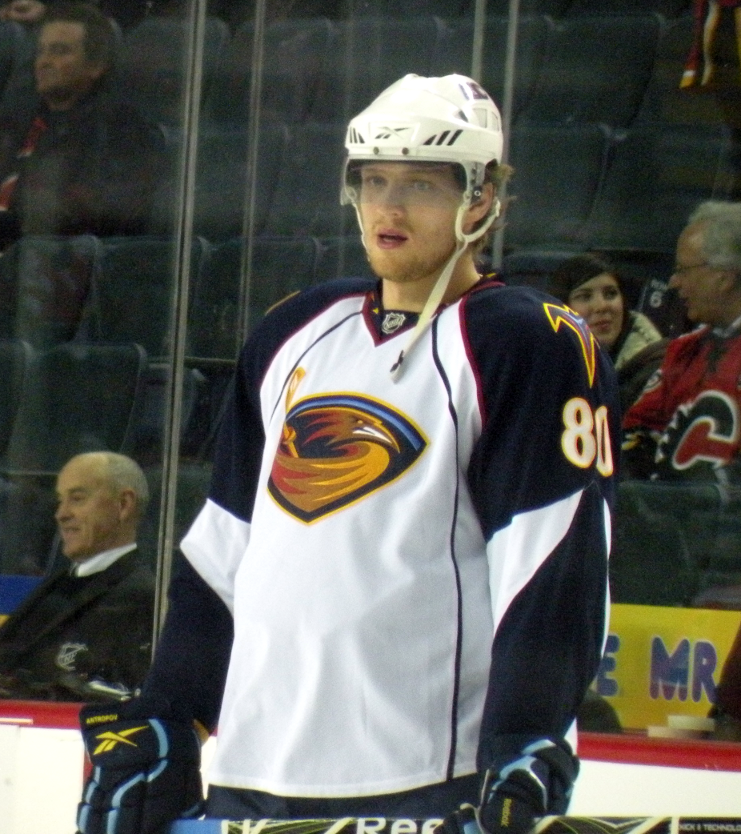
Nikolai Antropow (2009)

Nach Wiederaufnahme des Spielbetriebs im Sommer 2005 kehrte Antropow zu den Maple Leafs zurück, für die er bis März 2009 regelmäßig in der NHL spielte. Es folgte kurz vor der Trade Deadline ein Transfer zu den New York Rangers, bei denen der Stürmer die Saison 2008/09 beendete. Im Juli 2009 unterzeichnete Antropow als Free Agent einen Kontrakt mit vier Jahren Laufzeit im Wert von 16,25 Millionen US-Dollar bei den Atlanta Thrashers. Dort stellte er in der Spielzeit 2009/10 mit 67 Punkten in 76 Spielen der regulären Saison eine neue persönliche Bestmarke auf. Im Sommer 2011 wurde das Franchise nach Winnipeg verlegt und setzte den Spielbetrieb unter dem Namen Winnipeg Jets fort.
Nachdem er bereits während des Lockout der Saison 2012/13 bei Barys Astana in der Kontinentalen Hockey-Liga gespielt hatte, unterschrieb er dort im August 2013 einen Zwei-Jahres-Vertrag. Nach dessen Ablauf beendete er seine Karriere.
Seit 2019 ist er „Skill Development Consultant“ bei den Toronto Maple Leafs.

### International
Für die kasachische Eishockeynationalmannschaft nahm Antropow an der U18-Meisterschaft Asiens und Ozeaniens 1997, der U18-D-Europameisterschaft 1998, der Junioren-B-WM 1997, der Junioren-A-WM 1998 und 1999 sowie den Olympischen Winterspielen 2006 in Turin teil, bei denen er in fünf Spielen ein Mal traf. Zudem spielte er bei den Weltmeisterschaften 1998 und 2014.

## Erfolge und Auszeichnungen
- 1997 Silbermedaille bei der U18-Meisterschaft Asiens und Ozeaniens
- 1997 Aufstieg in die A-Gruppe bei der Junioren-B-Weltmeisterschaft
- 1998 Goldmedaille bei der U18-D-Europameisterschaft
- 1998 Topscorer, Torschützenkönig und bester Vorbereiter bei der U18-D-Europameisterschaft

## Karrierestatistik
(Legende zur Spielerstatistik: Sp oder GP = absolvierte Spiele; T oder G = erzielte Tore; V oder A = erzielte Assists; Pkt oder Pts = erzielte Scorerpunkte; SM oder PIM = erhaltene Strafminuten; +/− = Plus/Minus-Bilanz; PP = erzielte Überzahltore; SH = erzielte Unterzahltore; GW = erzielte Siegtore; 1 Play-downs/Relegation; Kursiv: Statistik nicht vollständig)